# Acromyrmex crassispinus
Acromyrmex crassispinus (лат.) — вид муравьёв-листорезов из трибы грибководов Attini подсемейства Myrmicinae (Formicidae).

## Описание
Неотропика: Аргентина, Бразилия, Парагвай. Длина солдат до 7 мм, основная окраска тела темно-коричневая или чёрная. На груди развиты длинные острые шипы с изогнутыми кончиками. Брюшные бугорки многочисленные и расположены неупорядоченно. Имеют хозяйственное значение благодаря своим густонаселённым муравейникам, могут вредить культурным растениям, срезая их листья. Характерны своим тесным симбиозом с грибами, выращиваемыми в земляных муравейниках на основе листовой пережёванной массы.
Крылатые самцы и самки наблюдались в сентябре (в 50 % гнёзд), октябре (20 %), ноябре (20 %) в декабре (10 %). Самцы вылетают раньше самок, а некоторые из самок даже ещё находятся в стадии куколок). Репродуктивные касты наблюдаются только в крупных семьях и после третьего года от основания семьи.
Диплоидный набор хромосом 2n = 38.

## Классификация
Вид был впервые описан в 1909 году швейцарским мирмекологом Огюстом Форелем по материалам из Парагвая под первоначальным названием Atta (Acromyrmex) mesonotalis var. crassispina Forel, 1909. Повышен в статусе до вида в 1925 году (Santschi, 1925). Сходен с видами Acromyrmex subterraneus (но у него 4 ряда брюшных бугорков и пронотальные шипы с прямыми кончиками) и Acromyrmex hispidus (у него брюшные бугорки также расположены неупорядоченно, а пронотальные шипы с изогнутыми назад кончиками). Отличается от Acromyrmex hispidus окраской и строением шипов.